# Língua matsiguenga
O Matsiguenga (Matsigenka, Machiguenga) é uma língua arawak do ramo da Campa. É falada ao longo do rio Urubamba e do rio Manu, nas províncias de Cusco , Peru e em Madre de Dios (Bolívia) por cerca de 6.200 pessoas da etnia de mesmo nome. Conforme Ethnologue, a língua vem experimentando pressões do Espanhol e do Quechua na região Urubamba (província), mas está bem viva e ativa na região de Manu (província), onde a maioria fala somente o Matsigenka. 

## Classificação
É muito próxima da Nomatsiguenga, sendo que muitos as consideram como uma única língua. Ambas são faladas pelos Machiguenga. A língua nanti é parcial e mutuamente inteligível com o Machiguenga, mas são etnicamente diversas.

## Gramática
Há muita inflexão morfológica em Matsigenka, sendo considerada uma língua polissintética e aglutinativa, sendo que em ambas sufixos e prefixos têm várias funções de inflexão. 

## Escrita
O alfabeto latino usado pelo Machiguenga é bem limitado e não apresenta as letras B, D, F, H, L, Q, W, X, Y, Z; apresentas as formas Sh, Ts, Ty, Ky, Ch, Ñ.

## Amostra de texto
Pai Nosso
Apa Tasorintsi timatsirira enoku, nokogaigake impinkatsatasanoigakempira maganiro matsigenkaegi inkematsatasanoigakempira impegaigakempira Igoveenkariegite. Nokogaigake ontsatagakenkanira aka kipatsiku magatiro pikogakerira viro onkañotakempara otsatagaganira kara enoku. Pimpaigakenara omirinka nogaigakemparira.Pimagisantaerora novetsikaigakerira terira onkametite gara pikenkiagaiganaro. Ariotari nokañoigakari naroegi nomagisantaigakero yovetsikaigakerira tsipereakagaigakenarira tera nonkenkiagaigeri. Pimpampogiakoigakenara ganiri opokashigeigana garira noshintsitashigeigiro. Onti nokogaigake pishintsitagaigakenara ganiri yagaveaigaana kamagarini inkañovagetagaigaenara.